# Троценко, Ефим Григорьевич
Ефи́м Григо́рьевич Троце́нко (14 [27] марта 1901, Егоров, Первый Донской округ, область Войска Донского, Российская империя — 25 января 1972, Москва, СССР) — советский военачальник, начальник штаба Забайкальского фронта (1941–1945), генерал-полковник (1954).

## Биография
Русский, из крестьян. С 1918 – в РККА, красноармейцем участвовал в Гражданской войне на Южном фронте.
В 1920 вступил в РКП(б). В 1922 окончил Краснодарские командирские курсы, на которых с сентября того же года стал командиром взвода.
С декабря 1922 – в полковой школе 13-й Дагестанской стрелковой дивизии Северо-Кавказского военного округа: командир отделения, затем старшина (с февраля 1923), командир взвода (с августа 1923), помощник командира роты (с ноября 1923), командир роты (с мая 1924), помощник начальника полковой школы (с августа 1924).
В 1925 экстерном окончил Владикавказскую пехотную школу, после чего занимал должности командира роты (с сентября 1925), командира батальона (с ноября 1925), командира и политрука роты (с октября 1926) 39-го стрелкового полка 13-й Дагестанской стрелковой дивизии.
С 1931, после окончания Военной академии РККА им. М. В. Фрунзе – на штабных должностях: 

с мая 1931 – начальник 1 части штаба 1-й Туркестанской горнострелковой дивизии, 

с марта 1934 – начальник штаба 70-й стрелковой дивизии, 

с апреля 1936 – начальник штаба 1-й Казанской стрелковой дивизии, 86-й стрелковой дивизии, 

с декабря 1936 – начальник 1 отдела штаба Приволжского военного округа, 

с августа 1938 – начальник штаба Калининского военного округа, 

с июля 1939 – начальник штаба 2-й отдельной Краснознамённой армии, 

с июля 1940 – начальник штаба Забайкальского военного округа.
В июне 1940 присвоено воинское звание генерал-майора.
Участвовал в Гражданской войне в Испании с апреля 1937 по июль 1938 года.
В годы Великой Отечественной войны – начальник штаба Забайкальского фронта (с 15 ноября 1941 по 12 июля 1945). С июля 1945 года – заместитель начальника штаба Главнокомандующего советскими войсками на Дальнем Востоке. В этой должности участвовал в советско-японской войне.
После войны, с сентября 1945 года был начальником штаба Забайкальско-Амурского военного округа. С июня 1947 года – начальник штаба Забайкальского военного округа, а с мая 1953 года – командующий войсками этого округа. С мая 1956 года – первый заместитель начальника Главного управления кадров Министерства обороны СССР.
С 1951 по 1955 был депутатом Верховного совета РСФСР от Крымской области. С 1954 по 1958 был депутатом Верховного Совета СССР 4 созыва.
В июле 1965 года был уволен в отставку по болезни. Жил и скончался в Москве. Похоронен на Новодевичьем кладбище (7 участок, 20 ряд).

## Награды
- 2 ордена  Ленина (16.11.1943 г.)[6]
- 4 ордена  Красного  Знамени (14.09.1945 г.)[7]
- 2 ордена  Красной  Звезды
- медали
- ордена иностранных государств